# 宇陀崩れ
宇陀崩れ（うだくずれ）は、江戸時代中期の1694年（元禄7年）に大和国の宇陀松山藩で起こったお家騒動。
宇陀松山藩3代藩主の織田長頼は、弟の長政に福知村ほか8か村3000石を分与した。しかし4代織田信武の代に至り藩の財政は窮乏し、打開策をめぐって祖父の織田信雄から仕えてきた創業功臣の子孫である古参衆の家臣と、父の長頼から呼び戻されるまで寄寓していた加賀衆の重臣が対立した。
1694年（元禄7年）、信武は、加賀衆中山助之進正峯と対立した古参衆の重臣田中五郎兵衛を手討ちにして、病により登城を拒否した生駒三左衛門をも藩士を遣わして一族諸共討ち果たした。しかし、このことが世間に漏れ、江戸幕府にも知られたため、信武も自害した。これを受けて翌年、後継の織田信休は丹波国氷上郡柏原藩2万石に減封のうえ国替となり、宇陀松山藩は廃藩した。
また、信休の代からは、それまで従四位下侍従であった国持大名の格式を剥奪され、従五位下諸大夫に落とされた。